# باول كودريا
باول كودريا (بالرومانية:Paul Codrea) هو لاعب كرة قدم روماني.

## وصلات خارجية
- باول كودريا على موقع الاتحاد الدولي (مؤرشف)  (الإنجليزية)
- باول كودريا على موقع الاتحاد الأوربي (الإنجليزية)
- باول كودريا على موقع قاعدة بيانات كرة القدم.إي يو (الإنجليزية)
- باول كودريا على موقع ناشيونال فوتبول تيمز (الإنجليزية)
- باول كودريا على موقع Soccerway.com (الإنجليزية)
- باول كودريا على موقع عالم كرة القدم.نت (الإنجليزية)
- باول كودريا على موقع كووورة

- معلومات عن اللاعب